# Servitud
La servitud és el dret real que grava parcialment una finca, que és la servent, en benefici d'una altra, que és la dominant, i pot consistir en l'atorgament a aquesta d'un determinat ús de la finca servent o en una reducció de les facultats del titular o la titular de la finca servent.

## Classes de servituds
- Positives o negatives: Són positives quan obliguen el propietari de la finca servent a deixar fer alguna cosa o a fer-la ell mateix (per exemple, deixar passar el beneficiari), i negatives quan prohibeixen al propietari de la finca servent de fer quelcom que li seria lícit sense la servitud (per exemple, quan no permeten construir un mur o construcció en la finca servent que impedeixi a la finca dominant seguir tenint vistes o entrada de llum, en les servituds de vistes i/o de llums).[2]

- Contínues o discontínues: Són contínues que proporcionen una utilitat que no cessa ni s'enterromp, sense intervenció de cap acte concret repetitiu del beneficiari (per exemple, el pas de conduccions), i discontínues quan són usades a intervals i depenen d'actes concrets del beneficiari (per exemple, les servituds de pas de persones o vehicles).[2]

- Aparents o no aparents: Són aparents quan es mostren a la vista per senyals exteriors que en revelen l'existència (per exemple, l'aqüeducte descobert que passa per una finca veïna), i no aparents quan no existeixen aquests senyals reveladors.[2]
- Legals o voluntàries: Són legals les servituds que neixen del que estableix una llei, i voluntàries les que estableixen amb tal caràcter els propietaris de les finques en qüestió.
- Predials o personals: Són predials les que s'estableixen en benefici d'una altra finca, sigui qui en sigui el propietari en cada moment, i personals les constituïdes a favor d'una o més persones o d'una comunitat (per exemple, la servitud a favor d'una determinada companyia distribuidora d'energia elèctrica per a instal·lar en la finca servent un transformador d'energia elèctrica).

## Dret romà
En el dret romà les servituds foren unes iura in re aliena (drets reals sobra cosa aliena). Els llibres 7 i 8 del Digest tracten de les servituds. També hi havia servituds personals, i en el Digest i les Institutas es classificaven en servituds rústiques i urbanes.

## Les servituds en l'àmbit catalanoparlant

### Andorra
A Andorra, fruit del sistema de fonts del seu dret civil, per a la regulació de les servituds resulten d'aplicació, en la seva condició de lleis pàtries o pròpies, les normes del dret civil català anterior a 1714, així com les normes del dret romà al respecte. En aquest sentit, els tribunals andorrans, tant en la jusrisprudència anterior a la Constitució d'Andorra com en la posterior, han considerat vigents i aplicables, per exemple, les normes sobre servituds incloses en les Ordinacions d'en Sanctacília.

### Catalunya
A Catalunya regeix l'establert en Capítol VI del Títol VI del Llibre cinquè del Codi civil de Catalunya (articles 566-1 a 566-13).

### Catalunya Nord
A la Catalunya Nord hi regeix el dret civil francès, contingut en el Code civile i, per tant, la regulació de les servituds que allí s'hi estableix.

### Illes Balears
En la mesura en que no hi ha regulació pròpia en matèria de servituds en el dret civil vigent de les Illes Balears, en aquestes és d'aplicació el règim establert en el Codi civil espanyol.

### País Valencià
En absència de dret civil valencià que reguli les servituds, al País Valencià és d'aplicació el règim establert en el Codi civil espanyol.

### La Franja de Ponent
A la Franja de ponent regeix, en matèrida de servituds, el que regula el Codi del dret foral d'Aragó en el seu títol II, articles 551 a 587.

### L'Alguer
A l'Alguer hi regeix el dret civil italià, contingut en el Codice Civile i, per tant, la regulació de les servituds que allí s'hi estableix.